# W̓
W̓ (minuscule : w̓), appelé W virgule suscrite, est une lettre latine utilisée dans l’écriture du comox, du haisla, du heiltsuk, du nisgha, nitinaht, du nuuchahnulth ehattesaht, du shuswap, et du thompson. Il a aussi été utilisé dans l’écriture de l’ewe ou de l’avatime de la fin du xixe siècle jusqu’au début du xxe siècle.
Il s’agit de la lettre W diacritée d’une virgule suscrite.

## Usage informatique
Le W virgule suscrite peut être représenté avec les caractères Unicode suivants : 
- décomposé (latin de base, diacritiques) :

| formes    | représentations | chaînes de caractères | points de code | descriptions                                          |
| --------- | --------------- | --------------------- | -------------- | ----------------------------------------------------- |
| capitale  | W̓               | W◌̓                    | U+0057 U+0313  | lettre majuscule latine w diacritique virgule en chef |
| minuscule | w̓               | w◌̓                    | U+0077 U+0313  | lettre minuscule latine w diacritique virgule en chef |

## Sources
- (de) E. Funke, « Deutsch-Avatime Wörterverzeichnis », Mitteilungen des Seminars für Orientalische Sprachen an der Friedrich Wilhelms-Universität zu Berlin, vol. 13,‎ 1910 (lire en ligne)
- (de) Diedrich Westermann, Wörterbuch der Ewe-Sprache, vol. 1, Berlin, D. Reimer (E. Vohsen), 1905 (lire en ligne)
- (de) Diedrich Westermann, Wörterbuch der Ewe-Sprache, vol. 2, Berlin, D. Reimer (E. Vohsen), 1906 (lire en ligne)
- (de) Diedrich Westermann, Grammatik der Ewe-Sprache, Berlin, D. Reimer (E. Vohsen), 1907 (lire en ligne)
- (de) Diedrich Westermann, Gbesela or English-Ewe Dictionary, Berlin, D. Reimer (E. Vohsen), 1922, 2e éd. (lire en ligne)
- « How To Type nɬeʔkèpmxcín (Thompson River Salish) », MELTR. <http://www.meltr.org/Resources/Keyboards/ThompsonU.htm>
- L’Alphabet diidiitidq, FirstVoices.ca
- L’Alphabet Ehattesaht Nuchatlaht, Firstvoices.ca
- L’Alphabet haisla, FirstVoices.ca
- L’Alphabet Nisga’a, FirstVoices.ca
- L’Alphabet Secwepemctsin (Eastern Dialect), FirstVoices.ca
- L’Alphabet Splatsin, FirstVoices.ca
- Alphabet heiltsuk, Bella Bella Community School.